# 西南莩草
西南莩草（学名：Setaria forbesiana）为禾本科狗尾草属下的一个种。

## 扩展阅读
- 維基物種上的相關：西南莩草